# Em defesa da Revolução Africana
Em Defesa da Revolução Africana ( francês : Pour la Révolution Africaine ) é uma coleção de ensaios escritos por Frantz Fanon, publicada postumamente, em 1964. Os ensaios do livro foram escritos de 1952 a 1961, antes de sua obra mais famosa, Os condenados da terra. Fanon aborda nesse livro os temas do racismo, descolonização, unidade africana e a Revolução Argelina.

## Sumário
Os ensaios de Em defesa da Revolução Africana são divididos em cinco seções, agrupadas aproximadamente por tópico.

### O problema dos colonizados
A primeira seção do livro (francês: Le colonisé en question) lida com as opiniões que os estrangeiros sustentam dos norte-africanos. Fanon ostensivamente escreveu apenas dois outros ensaios sobre esse tópico, mas um deles, "índios ocidentais e africanos", foi de fato escrito por Pierre Chaulet.
Em seu ensaio "A síndrome norte-africana", Fanon desafiou os preconceitos dos médicos franceses contra argelinos e outros norte-africanos, cujas queixas de doença ou dor eram muitas vezes descartadas como lamentações ou preguiça. Muitos psiquiatras europeus concluíram que os africanos estavam destinados a ser menos inteligentes e menos estáveis emocionalmente do que os europeus, e essa abordagem manchou sua prática profissional. Escrito enquanto Fanon ainda estava estudando para se tornar um psiquiatra, ele constrói o imaginário estereotipado dos árabes nas mentes dos médicos franceses, que se consideravam mais civilizados:  "Quem são eles, essas criaturas famintas para a humanidade que estão forçando contra as fronteiras (embora eu as conheça por experiência própria como terrivelmente distintas) do completo reconhecimento? " Este é um dos primeiros trabalhos de Fanon e representa parte de seu pensamento original sobre a natureza institucional e social do colonialismo.

### Racismo e cultura
A segunda seção, "Racismo e cultura" (francês: Racisme et culture), é um discurso único proferido por Fanon em 1956 no primeiro Congresso de Escritores e Artistas Negros, e foi originalmente publicado em uma edição especial da Présence Africaine Seu ponto central é que o racismo "é apenas um elemento de um todo mais vasto: o da opressão sistematizada de um povo".

### Para a Argélia
Esta breve seção (em francês: Pour l'Algérie) consiste em um conjunto de cartas que Fanon escreveu aos residentes franceses da Argélia detalhando os problemas de como eles viam o país. A primeira, "Carta a um francês", explica a "ignorância essencial" que os franceses tinham dos argelinos nativos, a quem eles geralmente consideravam bestas indefesas e com quem nunca tinham um relacionamento próximo. Provavelmente, isso foi enviado a R. Lacaton, um psiquiatra francês que trabalhava no mesmo hospital psiquiátrico que Fanon em Blida.
A segunda metade desta seção é a carta de demissão que Fanon enviou em 1956 para anunciar que não podia mais praticar psiquiatria para o governo colonial francês. O problema central que ele enfrentou foi, como disse um estudioso, "a futilidade de praticar psiquiatria em uma situação tão colonial". Fanon não via nenhum benefício prático em ajudar argelinos individuais quando o sistema colonial em que trabalhava estava prejudicando a saúde mental de toda a população. Trabalhar no hospital provavelmente acelerou ou influenciou sua decisão de abandonar formalmente o empreendimento colonial e ingressar na FLN, pois seus deveres no hospital o forçaram a ver em primeira mão os efeitos mentais e físicos que a guerra, especialmente a tortura usada pelos franceses, tinha sobre os combatentes da independência da Argélia.

### Rumo à libertação da África
Vinte dos ensaios de Fanon que explicam o movimento de se opor ao colonialismo e trabalhar ativamente para acabar com ele, na Argélia e em outros lugares, são coletados em uma seção intitulada Rumo à libertação da África (em francês: Vers la libération de l'Afrique), que ocupa a maior parte do livro. A maioria desses ensaios foi originalmente publicada anonimamente em El Moudjahid, tanto para proteger sua identidade quanto como "uma expressão de solidariedade revolucionária".
Especialmente preocupante para Fanon nesta parte do livro é o uso de tortura pelas autoridades coloniais francesas contra os argelinos. Ele argumentou que a tortura não era uma falha excepcional da guerra, mas "uma expressão e um meio do relacionamento usado pelos ocupantes". A tortura era uma característica extrema do relacionamento colonial, mas não havia como justificar o colonialismo sem aceitar tacitamente o uso da tortura, segundo Fanon. A tortura cria, nas palavras de Fanon, "uma vasta desumanização da juventude francesa".
Fanon alertou em outros ensaios sobre os perigos que o neocolonialismo representava para estados nominalmente livres: os líderes europeus exibiam "a aceitação de uma soberania nominal e a recusa absoluta de independência real" quando suas colônias tentavam romper. A dominação econômica substituiria o controle político formal, de modo que as ex-colônias ainda sobrevivessem à mercê das antigas potências, e isso seria justificado sob a preservação dos direitos dos colonos.

### Unidade africana
A seção final, "Unidade africana" (em francês: Unité africaine), inclui dois trabalhos sobre as maneiras pelas quais as nações africanas poderiam trabalhar juntas militarmente durante e após o fim do colonialismo europeu formal. A primeira parte é um registro das viagens de Fanon pela África enquanto trabalhava como diplomata da FLN durante a Guerra da Argélia. Ele conclui que o colonialismo só pode ser totalmente derrotado através de um compromisso com a unidade africana e as ideologias marxistas ou os cidadãos poderosos de cada país recém-independente iniciarão guerras entre si: "As classes médias triunfantes são as mais impetuosas, as mais empreendedor, o mais anexacionista do mundo ".

## Recepção
Em defesa da Revolução Africana foi publicado alguns anos após a morte de Fanon. Ele se tornara um pensador especialmente popular no mundo de língua inglesa nessa época, e a combinação de sua popularidade e a natureza revolucionária de suas idéias levou um comentarista contemporâneo a chamá-lo de "um Marx moderno". Esse revisor observou particularmente a evolução do pensamento de Fanon ao longo do livro, à medida que a Guerra da Argélia progredia.  Sua popularidade foi especialmente visível nas universidades americanas, como permanece até hoje, e seus trabalhos são lidos principalmente em inglês. Outro escritor o chamou de "um herói lendário" apenas três anos após sua morte por câncer.
O livro em si não foi muito elogiado, pois era mais uma coleção de ensaios soltos, mas os revisores notaram que a escrita de Fanon ainda era excelente e que os ensaios individuais ainda eram valiosos. Outros disseram que o escopo dessa coleção dava uma imagem mais completa de Fanon e seu crescimento ao longo do tempo e servia como uma boa introdução biográfica.
Como as outras obras de Fanon, Em defesa da Revolução Africana  influenciou o pensamento dos líderes negros nos Estados Unidos. Stokely Carmichael referenciou diretamente as previsões de Fanon sobre o neocolonialismo e o racismo fundamental do colonialismo, alertando que indivíduos que não eram racistas não poderiam ser confiáveis se ainda participassem de instituições construídas sobre o racismo. George Jackson e Bobby Seale também citavam regularmente Fanon em seu próprio trabalho.